# Ettore Bugatti
Ettore Arco Isidoro Bugatti n. 15 septembrie 1881, Milano, Regatul Italiei – d. 21 august 1947, Paris, Franța a fost un constructor de automobile italian, care a realizat cele mai cunoscute modele ale sale în Franța.
Fabrica sa de la Mosheim, Alsacia, înființată în 1909 a produs o mașină de curse cu putere mică, însă de succes pentru cursa de automobile de la Le Mans. În 1920 a produs mașina de lux Tip 41 (Bugatti de aur sau La Royale)

## Familie
S-a născut într-o familie de artiști din Milano. Tatăl său, Carlo Bugatti, și-a dorit să devină și el artist, designer și tâmplar de mobilă. Ettore însă s-a decis pentru o carieră de inginer.